# Gaastra
Gaastra ist eine Kleinstadt (mit dem Status „City“) im Iron County im US-amerikanischen Bundesstaat Michigan. Das U.S. Census Bureau hat bei der Volkszählung 2020 eine Einwohnerzahl von 316 ermittelt.

## Geografie
Gaastra liegt im Westen der Oberen Halbinsel Michigans am Ostufer des Iron River, der über den Brule River und den Menominee River zum Einzugsgebiet des Michigansees gehört. Die Grenze zu Wisconsin liegt 7 km südlich.
Die geografischen Koordinaten von Gaastra sind 46°03′30″ nördlicher Breite und 88°36′21″ westlicher Länge. Das Stadtgebiet erstreckt sich über eine Fläche von 3,7 km².
Benachbarte Orte von Gaastra sind Caspian (am nordwestlichen Stadtrand), Iron River (6,5 km nordwestlich) und Crystal Falls (26,2 km östlich).
Die nächstgelegenen größeren Städte sind Sault Ste. Marie in der kanadischen Provinz Ontario (406 km ostnordöstlich, gegenüber von Sault Ste. Marie, Michigan), Green Bay in Wisconsin am Michigansee (233 km südlich), Wisconsins Hauptstadt Madison (420 km südsüdwestlich), Wausau in Wisconsin (196 km südwestlich), die Twin Cities in Minnesota (444 km westsüdwestlich) und Duluth am Oberen See in Minnesota (312 km westnordwestlich).

## Verkehr
Der in West-Ost-Richtung verlaufende County Highway 424 bildet die Hauptstraße von Gaastra. Alle weiteren Straßen sind untergeordnete Landstraßen, teils unbefestigte Fahrwege oder innerörtliche Verbindungsstraßen.
Mit dem Stambaugh Airport befindet sich in Iron Rivers südlichen Stadtteil Stambaugh ein kleiner Flugplatz (5 km nordwestlich). Der 31,8 km ostsüdöstlich gelegene Iron County Airport ist der nächste Regionalflughafen.

## Bevölkerung
Nach der Volkszählung im Jahr 2010 lebten in Gaastra 347 Menschen in 151 Haushalten. Die Bevölkerungsdichte betrug 93,8 Einwohner pro Quadratkilometer. In den 151 Haushalten lebten statistisch je 2,3 Personen.
Ethnisch betrachtet setzte sich die Bevölkerung zusammen aus 98,3 Prozent Weißen und 0,6 Prozent amerikanischen Ureinwohnern; 1,2 Prozent stammten von zwei oder mehr Ethnien ab. Unabhängig von der ethnischen Zugehörigkeit waren 1,2 Prozent der Bevölkerung spanischer oder lateinamerikanischer Abstammung.
23,3 Prozent der Bevölkerung waren unter 18 Jahre alt, 50,8 Prozent waren zwischen 18 und 64 und 25,9 Prozent waren 65 Jahre oder älter. 55,6 Prozent der Bevölkerung waren weiblich.
Das mittlere jährliche Einkommen eines Haushalts lag bei 28.393 USD. Das Pro-Kopf-Einkommen betrug 17.559 USD. 9,7 Prozent der Einwohner lebten unterhalb der Armutsgrenze.